# Schwarzenberg, Luzern
Schwarzenberg är en ort och kommun i distriktet Luzern-Land i kantonen Luzern, Schweiz. Kommunen har 1 792 invånare (2023).